# ウエストバージニアの水運
ウェストバージニアの水運では、ウェストバージニア州の歴史のうち、同州において四通八達している川を使った水運、特にその歴史についてより深く概説する。ウェストバージニア州の水路はアレゲーニー山脈の高地分水界にその水源を発している。その水はしばしば深く狭い峡谷を通過するクリークに注がれる。この峡谷から高地の水が低地の小川や川に集められる。人々は太古からこの水路に沿って居住し船を利用してきた。

## 概要
東部での皮なめし業がビーバーに対する需要を高め、これを満足するためにカノーハ地域の支流からカヌーや筏で「ポイント」に来る者が多くなった。アイザック・バンビバーやダニエル・ブーンの交易拠点が1790年頃にポイント・プレザントのクルックト・クリーク河口に建設された。カノーハ港は1790年代の北西インディアン戦争の後で、大量の貨物や乗客の乗り継ぎ所となった。カノーハでは塩の生産に続いて石炭や木材を積んだ船がウェストバージニアの水路から他の地域の人口が多い所に運ばれた。川沿いの多くの場所は初期産業革命時にkeelboat（en:Keelboat、以下この語については英字表記とする。注を参照）の製作に使われた。レオン、レーベンズウッド・マレイズビルおよびリトルカノーハ川が栄えた。1800年代初期、蒸気船の造船所や修繕工場がホィーリングやパーカーズバーグに造られ、続いてポイント・プレザントやメイソンシティに造られた。木製の石炭バージはモーガンタウン近くのモノンガヘラ川、コール川および幾らかはチャールストン近くのエルク川で造られた。その後金属製のバージが主流になった。地元での水力利用が進められるようになった例として、木材を丘陵斜面から降ろすために特別の滑車を使い、馬が牽引する木材搬出用軌道車が利用され、クルックト・クリークが拡張された後にカノーハ港の造船量が増加した。後にこれら軌道車や他の蒸気機関が、カノーハ川に沿った鉄道建設時の枕木に使われる木材の集積に用いられた。これは1880年頃に終わった。このことで鉄道を使うために川沿いには農夫の小さな蒸気船用荷揚げ場が造られた。ウエストバージニア中に鉄道支線が造られ、鉱山と川船や選炭場とを繋いだ。

## 初期の河川交通
1691年から1692年に掛けて、イギリスは「ファー・インディアン」と呼ばれたショーノー族に使節を送った。オランダ人アーノールト・ヴィエルがオハイオ川の川下りを指揮した。アーント・スカイラー大尉が1694年2月にニュージャージーのミニシンク・インディアンの元からニューヨークに戻った。スカイラーはヴィエル達から「約15ヶ月前にアーノールト・ヴィエルと共にシャンワンの国に入った3人のキリスト教徒と2人のシャンワン・インディアンが、6日前にミニシンクを通ってアーノールトとその隊のために粉を取りにオールバニに向かった」と告げられていた。1694年9月11日、アンリ・ド・トンティはフランスへの報告書を作成し、「イギリスのアンナス（アリアス？）と呼ばれる人がループ族を伴っており、彼ら同士を引き付けるためにマイアミ族と会話をし、もし彼らを買収できれば事業の成功のために強い基盤をあたえることになると知らされてきた」と告げた。ショーニー族の大集団と7つの他の部族から何人かの助けもあって、アーノールト・ヴィエルに随いてビーバーの毛皮を運びニューヨークのオールバニに到着し、2年間のオハイオ川流域の狩猟の旅は魅力的なものとして終わった。「ショーニー族の集団は、カンバーランドの狩猟場を離れ、ヴィエルに従って東のデラウェア川に移動し、そこで集落を形成した。」1699年8月、アイバーヴィルはフランスに報告書を送り、「何人かの者、数字を挙げれば12名と、我々がループと呼ぶ未開人がニューヨークを7年前に出発して、ペンシルベニア植民地にあるアンダステ川を遡り、ウォバッシュ川と合流すると言われるオハイオ川まで辿り、さらにミシシッピ川に入った」と告げた。おそらくオハイオ川を船で航行した最初の白人ではないかもしれないが、上記のようにその初期の記録が残されている。

### バッファロー皮のカヌー
カノーハ地区には皮で覆われたカヌーに関する集団内の古い言い伝えにヒントがあった。1740年までに、男女混成の隊で、これは嘲笑を受けたが、罠猟師ジェイムズ（ジェイコブ）・ル・トート・シニアは、そのペンが承認した交易所をアレゲーニー山脈のビーバークリーク地域からリタートフォールズ（ジャクソン郡とメイソン郡の境界線の名前の由来）近くに移した。そこでは彼の息子がショーニー族の娘と結婚した。彼らと共に、その交易品の多くはリトルカノーハ川支流の水系とローン郡を通ってエルク川水系に入るミル・クリークから来ていた。ウェストバージニアのチェロキー族は1705年にチェロキーフォールズ（今日のバレーフォールズ）で多くの牧草地を維持し続けていたと報告されている。間もなくこれらは開拓者と共に暖炉のある小屋の文化に変わった。彼らはキートーワーの様に完全ではなく、アーニイブイヤによる助言を求めることは滅多に無かった。ある者は北のダニエル・ブーンがケンタッキーに造った開拓地にブーンが到着する以前に移住したが、必ずしもバージニアの開拓者達と同化しなかった。18世紀のカノーハ地区には幾つかの歴史的種族がおり、ブルタウン・デラウェアも含まれていた。ミンゴ平原の集落近くに、モノンガヘラ、ポトマック、グリーンブライア、エルク、タイガートおよびゴーリーの高地水系分水界に最初の住人を記念するミンゴ・インディアンの像がある。ジョン・ピーター・サリーの遠征隊の時、カノーハ川沿いの牧草地に集落を造るような者はいなかった。
ミルクリーク低地と大きなグレート・カノーハ盆地の間には渓谷があり、東部の黒バッファロー（東部森林バッファロー）の回遊路になっていた。モーリス・ブルックスに拠れば、これら絶滅したバッファローは200年前にはペンシルベニアの境界に沿って存在したという。「現在のブーン郡にあるリトルコール川で最後に目撃されたバッファローは約半世紀前（1826年頃）に殺されたものであり、エルク川のインディアン・クリークでは、ほぼ同じ頃に最後のエルクが殺された」
サリーはカノーハ州の東支流でル・トートやその顧客を訪れることを厭わなかった。サリーはコール川を探検してその名前を付けており、これはガイアンドット川の名前の元になったハンティントンのガイアンドットであり、オハイオ南部のショーニー族が当時の最も遠出する猟場だった。これらの人々の時代はメグズ砦条約で頂点に達した。ウェストバージニアにおけるバッファロー皮の船は下記引用のような使われ方をしていた。

### カバノキ樹皮のカヌー
植民地の公式測量士は大型のカバノキ樹皮のカヌーで川を旅した。多くの歴史家によって、1ダース以上の人がパドルを漕いだと報告されてきた。辺境の医者はしばしば、条約で作られた毛皮集積集落にやってきた。報告書や手紙がこれら船人によってホィーリングのヘンリー砦やピッツバーグのピット砦に運ばれた。1855年にダム建設が始まる前にホィーリングは干魃時に「航行可能な最高部」として知られた。2地点間の道は荷物移動用、後に夜間行動用に使われた。役人は数人の友好的斥候を雇ってヘンリー砦やさらに下流のジョージ・クローガン大佐等がいる小さな交易基地であるカスカスキア砦まで、より早いカヌーで人や物資を運んだ。ブロックハウス（小さな砦）の建材はしばしばフラットボートと呼ばれる筏で運ばれた。
他にも植民地測量士として船でカノーハ川とオハイオ川を航行したのが1774年4月のハンソン大尉だった。カノーハ川にいるときの彼の日誌は以下のとおりである。「16日、エルク川に進む、6マイル。ニュー川の向こう岸にカヌーを発見。フロイド氏と見知らぬ人が狩りに出て行く。我々は彼が戻ったときのためにカヌーを片付ける。1頭の鹿と長さ43インチのカワカマスを仕留める。」「17日、カヌーにグッドホープと名付ける。それに乗って川を9マイル下った。そこで2隻のカヌーを見付けたので上陸する。フィールズ少佐の1隊と出逢う。この人々が、オハイオ川の両岸にインディアンが入っており、戦争を始めるつもりだと教えられる。デラウェア・インディアンが彼らに告げたところでは、ショーニー族はペンシルベニアの人々から略奪し、バージニアの人々は出会い次第殺すつもりだとのこと。我々は彼らと別れ、クラブ川に3マイル進む。」「18日、ワシントン大佐のために、コール川とカノーハ川の間の土地2,000エーカーを測量した。」「19日、ポコタリコ川を低地まで6マイル進む。ホッグ氏が全14マイルを改良している。ホッグ氏はインディアンについて聞いていたことを確認した。かれは13人の人々がオハイオに入植するつもりがあると言った。」「20日、カノーハ川河口まで進む、26マイル。到着したときにそこで26人の様々な人々に出逢う。土地を耕す者がおれば、測量に立ち会う者もいた。インディアンについては同じ話を確認した。一人はインディアンの言葉を話せるので、フロイド氏と他の測量士は同行すれば一月に付き3を申し出たが、彼は断り、頭皮に気を付けるよう言った。」
イロコイ族（タスカローラとミンゴー）はカノーハ川をカーナワ・キーと呼んだが、これは「水路」を意味し、「キー」は接尾辞でカーナワは「船」（カヌー）を意味する名詞である。カホウォともいう。「ウハイユ」はオハイオ川あるいはオハイオ州を意味する名詞である。これは意味論の分野に属している。語頭の「U]は接頭辞、「h」は川、語尾の「iyu」は良い、美しいを示す名詞接尾辞である。文字通りでは「美しい川」となる。

### 平船
1753年12月29日、ジョージ・ワシントンとクリストファー・ギストは、乗っていた筏をアレゲーニー川を漂っていた流氷によって破壊され、ガーリソン島に取り残された。夜間、氷点下を下回ったため、翌朝彼らは凍結した水面を歩いて島から脱出した。ワシントンはメイソン郡のウェストコロンビアより上の尾根で、露出した石炭を燃やしたことについても書いており、大学の学者がこれを確認している。
大衆のオハイオ川平船の時代はブロードヘッド大佐がピット砦を支配した1778年から1781年頃に始まった。その報告書や手紙は1850年代初期に公開された。
友好的なカノーハ族やモノンガヘラ族インディアンの助けを得て、その軍隊はアレゲーニー川を下ってくる敵対的種族に応酬した。ブロードヘッドの行動は、オハイオのホワイトアイズが死んだ後に権力を持った戦いの首領を打ち破るまで続いた。これでオハイオ川上流の敵対的種族がいなくなり、ヨーロッパ人開拓者が平船を作って新しい開拓地に入る一助となった。フレンチ・インディアン戦争の退役兵の中には、既に東部に固められた故郷を離れることを望まず、退役兵に与えられた土地を辺境に到着する開拓者に売却する者がいた。多くの開拓者はフォークス・オブ・オハイオやカンバーランドの終点に出来たばかりのホィーリングから、平船を造ってオハイオ川を下ってきた。1800年までに、ハウスボートの変形版がアークと呼ばれた。船室内には「暖炉」（フランクリン・ストーブ）を備えた。これらのうち一つはカノーハ港のブーン交易所近くにクルックト・クリーク湾入部に繋がれていたという記録がある。
カノーハの塩は、それ以前は袋に入れてカヌーで運んでいたものを平船で大量に運び降ろされるようになった。1782年、ジェイコブ・ヨーダーは、その友人でやはり平船の船長であるシンシナティのジョス・ピアスによれば、製品の船荷をレッドストーンで積んでモノンガヘラ川から出荷した。この最初の商業的試みは危険なスペイン領を通ってニューオーリンズまで到着した。この乗組員達は復路、深南部のスペイン領を通ってオハイオ川の故郷まで歩いて帰った。ウェストバージニアの石炭の川を使った積み出しは1803年頃に始まった。それらはネルソン砦（ルイビル）やシンシナティ（ワシントン砦）から出荷されたが、シンシナティの当時の人口は950人程であり、その中には消費者もいた。1810年のウェストバージニアの人口は約10万人だった。古い川の突堤は平船を泊めるには使えなかった。これらの変化形は次の数十年の間に造られた。1900年代に入ってもオハイオ川では使われた。初期のダム閘門があると操船しにくく、蒸気船のバージに置き換えられた。

### ミシシッピ川の丸木船
大型の丸木船はミシシッピ川下流で有名だった。初期のものは糸杉やプラタナスから彫り出された。これらの中には長さ50フィート (15 m)、幅5フィート (1.5 m)近くあるものもあった。これらフランス式丸木船にはしばしば小さな帆があり、竿やパドルによる推進の手助けになった。大工達が辺境にやってくると、側板と平底のものを造った。ミシシッピ川水系浅瀬のスペインの船も似たようなものだった。
1749年8月12日、フランスの役人セルロン・ビヤンヴィーユとそのカヌー隊が「荷物を積み4人のイギリス人に案内された2隻のカヌーに出逢った。」13日には、「イロコイ族が操船する数隻の丸木船に出逢った。彼らはその土地を横切る川で狩猟をしていた。」オハイオ川の西部カノーハ地区の川のことである。グレートカノーハ川については、「18日、朝早い時間に出発した。昼には宿営した。雨が行程を続けることを妨げた。この日はチニオンダイスタ川の河口に鉛板を置き、木に王の武器を付けた。この川は早瀬に会うこともなく40リーグ (190 km)もカヌーで進むことができ、水源はカロライナ近くにある。この政府のイギリス人が条約によってベル・リビエールまできた。」
ウェストバージニアのパイオニア達は、板を突き合わせることで側面が四角いカヌーを建造した。その作り方は、この水域では漁労や川の横断に使われる通常の矩形平底の手漕ぎボートと同様であった。小さくて軽いカヌーは穏やかな早瀬を一人で通ったり、オハイオ川を漕いで遡るのに適していた。

### 丸木船による郵便船
連合会議は1787年7月13日に北西部条例を全会一致で可決した。1789年8月7日、新憲法の下で北西部条例についてはわずかな修正を施しただけで、その効力を確認した。1787年にカヌーを使った辺境の上流へ郵便を運ぶ事業が始まった。合衆国の新政府は、船の運航者が2週間おきにオハイオ川に沿ってホィーリング、マリエッタ、メイズビルおよびシンシナティの間を、ウェストバージニアやオハイオの開拓地で停まりながら郵便を配達することに金を払った。丸木船による郵便船としてこの事業に入る者は平均以上の操船と水泳の技術を証明し、辺境に関する実際的知識を求められた。船の事故の場合を想定して郵袋は操船者の身体に巻き付けられた。ホィーリングのヘンリー砦は丸木船による郵便船の郵便局長集配所になった。

### 軍用船および最初の小荷物事業
敵対的な「古辺境」インディアンと川賊の狭間で、東部にいる辺境への投資家の怒りは何かをなさねばならないという所まできていた。これは、現在の政府からも北西インディアン戦争と呼ばれている。辺境で新しい軍隊を作り、兵站のための船を造れという命令があった。このkeelboatはその大きさがおよそ50ないし100トンであった。アメリカ陸軍に属するピット砦のクレイグ少佐の努力によって、その軍隊は初めからkeelboatを考慮に入れた。クレイグはノックス将軍に宛てて、1792年3月11日、さらに5月11日に報告書を送り、これらの船を建造することとその費用について報告した。
翌1793年、ウェストバージニアにある川の上流はしっかりとクレイグ少佐の支配下にあり、オハイオ川で最初の定期的小荷物運搬船が始まった。これはシンシナティとピッツバーグを結び、ウェストバージニアやオハイオ川の開拓地で停まりながら、毎週keelboatで運航された。シンシナティの商人ジェイコブ・マイアーズはこの年に需要があることを見出した。その船はkeelboatの変形であり、ルイス・クラーク探検隊の冒険用ガレー船に類似して造られた。個人用小荷物を届ける旅は往復で一ヶ月を要し、まだ敵対的種族が残る時代に誰もやろうというものは居なかった。このことがマイアーズを刺激し、その「航路」を始めさせた。大きなkeelboatの時代は熱意ある始まりとなった。

### keelboatによる郵便運搬
（Keelboat mail carriers）
1794年6月に新しい中継システムがオハイオ川に計画された。6人の漕ぎ手とおそらくは1人ないし2人の乗客がメイズビル、ガリポリス、マリエッタおよびホィーリングの間を漕ぎ進むものだった。政府の郵便配達人はこれらの地点のうち2地点間を割り当てられ、1週間で往復した。各組は上陸した町で次の中継組が到着するまで待ち、持ってきたものを交換した後で、1週間配達を確保するために出発した。乗客は自分の食料袋と武器を携行し、一人で身を守るよりも大変勇気づけられた。

## スクーナとブリガンティン
1792年ピッツバーグのkeelboat造船業者タラスカン・バーサウド会社が120トンのアミティと250トンのピッツバーグというスクーナーを建造した。1793年、これらの船は小麦粉を積んで、1隻はヴァージン諸島セント・トーマス島へ、1隻はフィラデルフィアに送られた。翌年その会社のブリガンティン、200トンのナニナと350トンのルイジアナでは、バラストに使われた石炭がフィラデルフィアで1ブッシェル37.5セントで売却された。最大の船は400トンのブリガンティンのウェスタン・トレーダーだった。1803年以前、斜桁付き70トンのスクーナドーカス＆サリーがホィーリングで建造され、マリエッタで艤装された。また130トンのメアリー・アベリーがマリエッタで建造された。100トンのスクーナ、ナンシーは1808年6月27日にホィーリングで進水し、外輪船時代の前に特にリトルカノーハ川で活躍した。異常なくらい長いブラック・ウォルナット（クログルミ）の木材が船殻建造に使われ、海岸地域の船主の監視員の日誌に書かれているところでは、当時大西洋岸で使われた重いオーク材よりも幾分軽くて同じくらい強かった。東海岸から既に川に沿った原生林の造船所に本拠を移していた者達に、ロードアイランドの造船工がこの頃に加わった。これらウォルナット船殻のスクーナの幾艘かは積荷と共に売却され、さらに幾艘かは艤装されて沿岸警備用カッターとされたり、米英戦争の時には私掠船として使われ、1艘はカリブ海で活躍した。1845年1月、イギリスのリバプールは他国商船拿捕免許状を持った船の母港とは考えられず、その地形によって海賊でもないことを示したが、そこでマリエッタで建造された350トンのバーク船、マスキンガムが歓迎された。これはオハイオ川の乗組員にとって初めての歓迎だった。この時期にシンシナティで建造されたものの最大はニューオーリンズの船主のための850トンシップ、ミネソタだった。蒸気駆動の外輪が施された。地元で造られ地元の乗組員を乗せたバーク船が南北戦争前にアフリカまで行ってカノーハ地域に戻ってきた。これら大型の船は春の洪水期に運航し、それ以前の通常のスクーナが停泊時喫水が11フィート (3.3 m)以下が可能だったのに対し、もう少し喫水が深かった。初期オハイオ渓谷の船荷は、小麦粉、燻製牛肉、樽に塩漬けされた豚肉、ガラス製品、鉄、クログルミ材の家具、野生のサクラやキハダカンバおよび様々なアルコール飲料があった。ばら積み貨物は船底の平らで方形のジョンボーツに積まれ、目的地に応じて木枠で抑え、さらに積荷の積み卸しのためにダビット装置を必要とした。ウェストバージニア西部の大きな低地の船積み場からソルガムやケンタッキー産のタバコが大量に輸出されたのがこの時期であった。

## 初期の蒸気船と南北戦争の艦隊
ロバート・フルトンはこの渓谷で最初の商業用外輪蒸気船ニューオーリンズをピッツバーグで建造し、1811年にニコラス・ルーズベルト船長がオハイオ川からニューオーリンズまで川を下った。しかし、ナッチェイズから上流へは戻れなかった。1816年、ヘンリー・シュリーブ船長がホィーリングでジョージ・ワシントンを建造した。これにはその後の蒸気船の形を採った。彼は乗客用船室を合衆国の州（ステイト）に倣い、ステイトルームと名付けた。
南北戦争の間、リトルカノーハ川河口のパーカースバーグにあったユニオン砦（ブレア砦）は西部州に対する北軍の補給基地になった。オハイオ川には鉄橋が無かったので、この基地は東部の工場の鉄道と蒸気船とを繋ぎ、アッパー・オハイオ船隊を指揮する補給係将校の下に西部への補給を続けた。パーカースバーグは第9ウェストバージニア志願歩兵連隊の徴兵センターともなり、この連隊はしばしば船に乗って貨物船やウェストバージニアの川を渡るときの護衛を派遣した。徴兵担当のホエイリー大佐とウィリアム・C・スター中佐および連隊指揮官のI・H・デュバル将軍はホィーリングで連邦の指揮下にあった。「連隊は多くが家を追い出されてきた逃亡者で構成され、どの軍隊のどの部隊にも勝る死に物狂いで戦っていた。」「水陸両用師団」と共にこの連隊はバフィントン・アイランドの戦いに参戦した。これら新兵の多くは伝統的な川の労働者出身だった。
南北戦争後、蒸気船マウンテンボーイがホィーリングからチャールストンへ政府の役人や書類を運んだ。蒸気船エマ・グラハムとチェサピークは1875年に州の役人や書類を乗せてホィーリングに戻った。1887年8月の住民投票の後で、蒸気船は再び州政府と記録類をチャールストンに戻すために使われた。当時のウェストバージニア州民は「漂う州都」と言っていた。

## 連邦議会の水路検討
連邦議会は多くの水路に関する記録を持っており、例を挙げれば次のようなものがある。「1834年12月22日月曜日、マコマス氏がバージニア州において、カノーハ郡住民の請願書を提出し、カノーハ郡のルイスバーグの代わりにチャールストンで毎年2回、バージニア西部地区のための合衆国地域裁判所を開催するよう判事に指示する方を可決することを訴えた。この請願書は司法委員会に委託された。」「副大統領は上院に対して、ジェイムズ川とグリーンブライア川とを繋ぐことでミシシッピ川渓谷と大西洋の間の水路交通線を早期に完成させるために予算を確保すること、およびニュー川、グリーンブライア川およびカノーハ川を改良すること、というバージニア州議会決議を提出した。本件は商業委員会に委託された。」「エリフ・B・ウォッシュバーン氏は1859年1月13日、商業委員会に対し、エレット氏のオハイオ川に水を供給する案について、ジェイムズ川とカノーハ会社の検討を取り下げる動議を出した。」「1870年3月31日、ウィリー氏は連邦議会に対し、商業委員会はアメリカ陸軍省の下で実行される調査と試験を審問すること。その目的は2重にある。チェサピーク湾からジェイムズ川とカノーハ川やその支流を通ってカノーハ川河口に至る通信線について、法案として提出されるべき自由度を持って連邦議会に報告されること。これには戦争の場合に軍事物資を運ぶ手段を含めること。ミシシッピ川の商業的必要性についてはこの観点において含まれ検討されること、という決議案を提出した。」「1873年、ウェストバージニア州民は連邦議会に対し、リトルカノーハ川の改良の援助について請願を行った。さらにカノーハ川の改良については、河川港湾法案の会期において連邦議会に要請された。」徐々に、大陸横断鉄道と五大湖・ミシシッピ川上流の連結が19世紀後半の連邦議会の大きな関心事になった。

## カノーハ川ダム
アメリカ陸軍工兵司令部は1880年代後半にグレート・カノーハ川の現代的ダムの建設を開始した。シャノアーヌ・ダムと呼ばれる10個のフランス式ローラー・ダムが1898年に完工した。これらのダムは、ファイエット郡から河口のポイント・プレザントまでの90マイル (144 km)で、一年中カノーハ川の商業航行を可能にしている。このことで造船所の拡張が可能になり、当時外洋航行が可能な軍艦も建造した。1921年、ジェネラル・ジョン・マッキー・ハイドがチャールズ・ウォード製作所によって、カノーハ川のチャールストンで建造された。この艦は第二次世界大戦中、フィリピンのマニラ湾で戦闘に参加した。その姉妹艦ジェネラル・フランク・M・コックスは1922年に完工した。これは陸軍の輸送艦として活躍し、後にサンフランシスコ湾で巡洋艦に改装された。1930年代、10個のシャノアーヌ・ダムはドイツ式高揚程ローラー・ダムに置き換えられた。この10年間には、軍用船の建造がかなり増えた。これらのダムの位置はガリポリス・フェリーに始まって、カノーハ川とオハイオ川の下流に、ウィンフィールド湖、マーメット湖およびロンドン湖のような人工湖を形成した。干魃時でも古い浅瀬で12フィート (3.6 m)以上の航行深さを確保し、元々自然にあった他の多くの深い水路と対照をなした。1989年、アメリカ陸軍工兵司令部はより大規模でより長い水門チェンバーの建設を開始した。今日、次の人工湖に進むためにもはや中継牽引車を必要としなくなった。このことで水門を通るための待ち時間が少なくなった。牽引車は800フィート (240 m)まで届き、海洋関連の著作者によっては1000フィート(300 m)の牽引車も造られたと主張する者もいる。より小さな遊興船ならカノーハ・フォールズの大衆が来るピクニック公園まで航行でき、釣り船なら水面下の岩を避けながら、上流のロンドン湖より上でも釣りをできる。ガリポリス・フェリー（ガリポリスの水門とダム）には工芸品を展示する公的博物館があり、ハンティントンやポイント・プレザントの歴史を伝えている。